# Дитяча протиударна шапочка

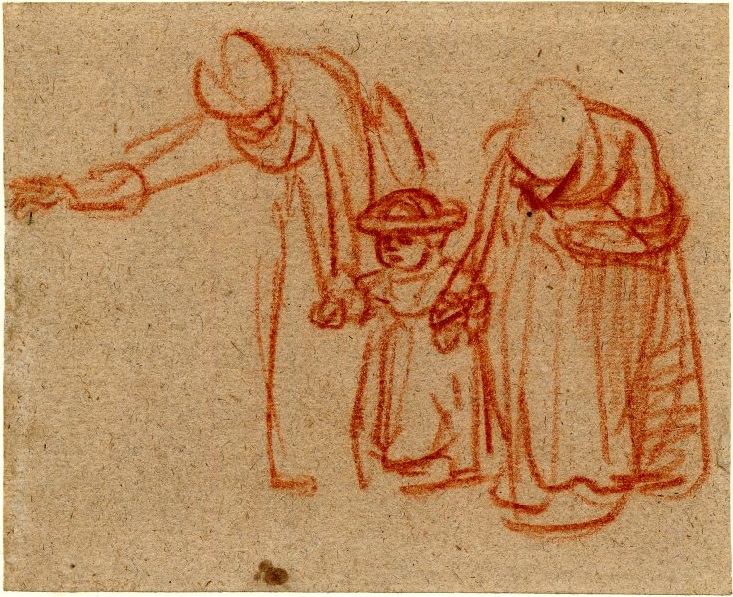
Рембрандт ван Рейн (1606—1669): Дві жінки вчать дитину ходити. Крейда на папері, бл.1640; Британський музей, Лондон

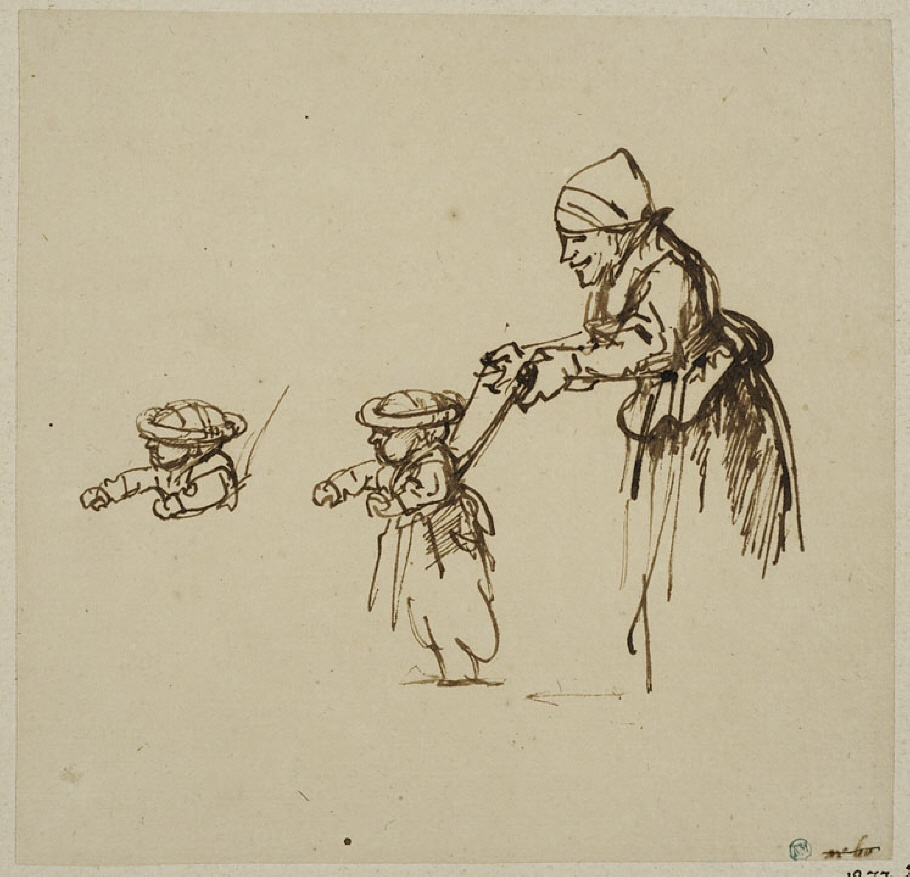
Малюнок Рембранта жінки, що вчить дитину ходити, з ходильними ремінцями і протиударною шапочкою, 1646

Дитяча протиударна шапочка, також відома як шапочка для падіння — спеціальний захисний головний убір, який носять діти, що вчаться ходити, щоб захистити свою голову у разі падінь.
Її різновид, відомий як «пудинг» або «чорний пудинг» — використовувався з початку XVII-го століття до кінця XVIII-го століття, зазвичай був відкритий у верхній частині і мав ковбаскоподібний амортизаційний валик, який обертав голову, як корона. Під підборіддям застібався ремінцями.
Сучасна версія може мати багато кольорів і покривати всю голову, як шолом.

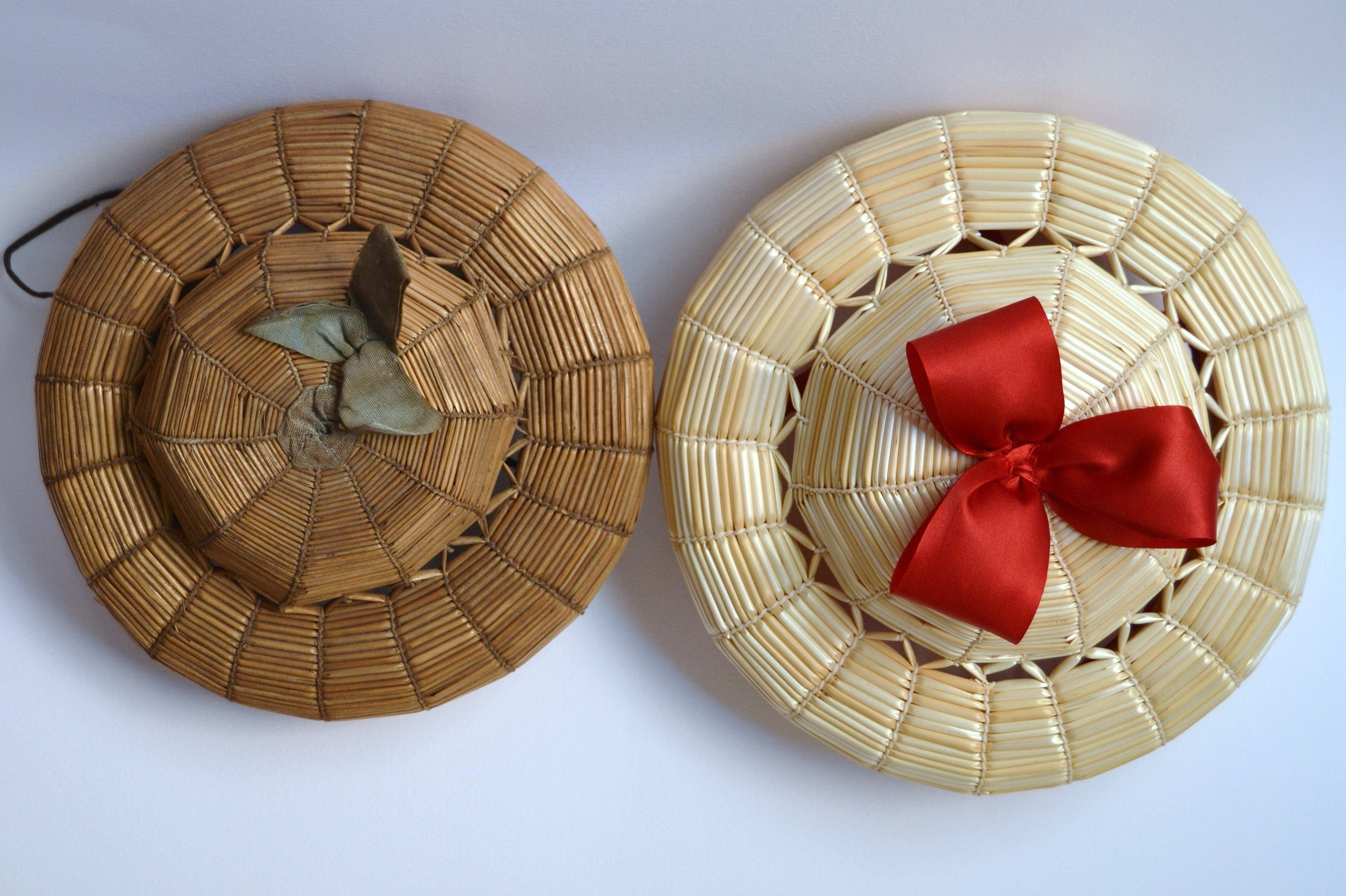
Солом'яні шапочки проти падіння (1910 i 2014 рр.)
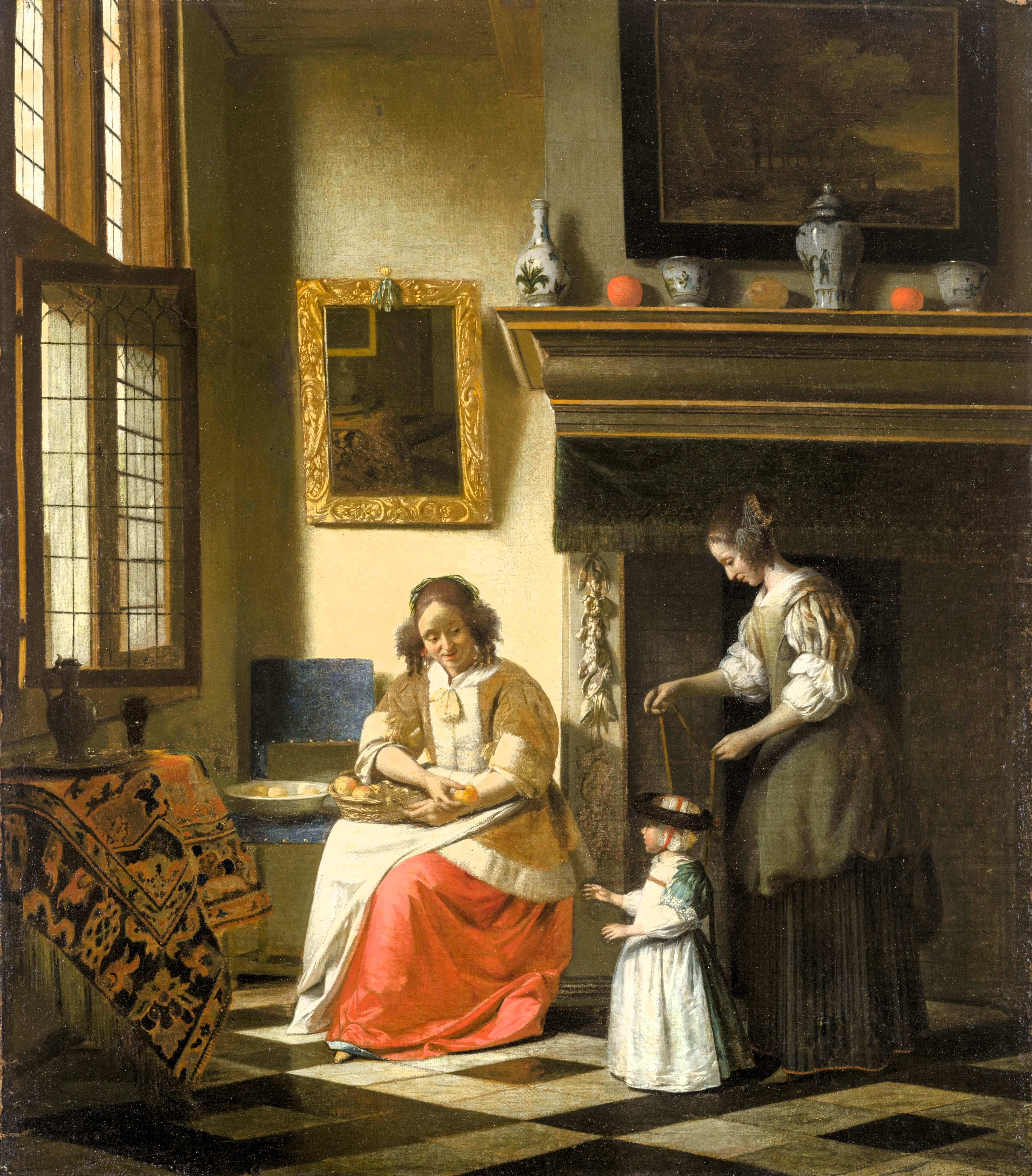
Навчання дитини ходінню, Пітер де Гох
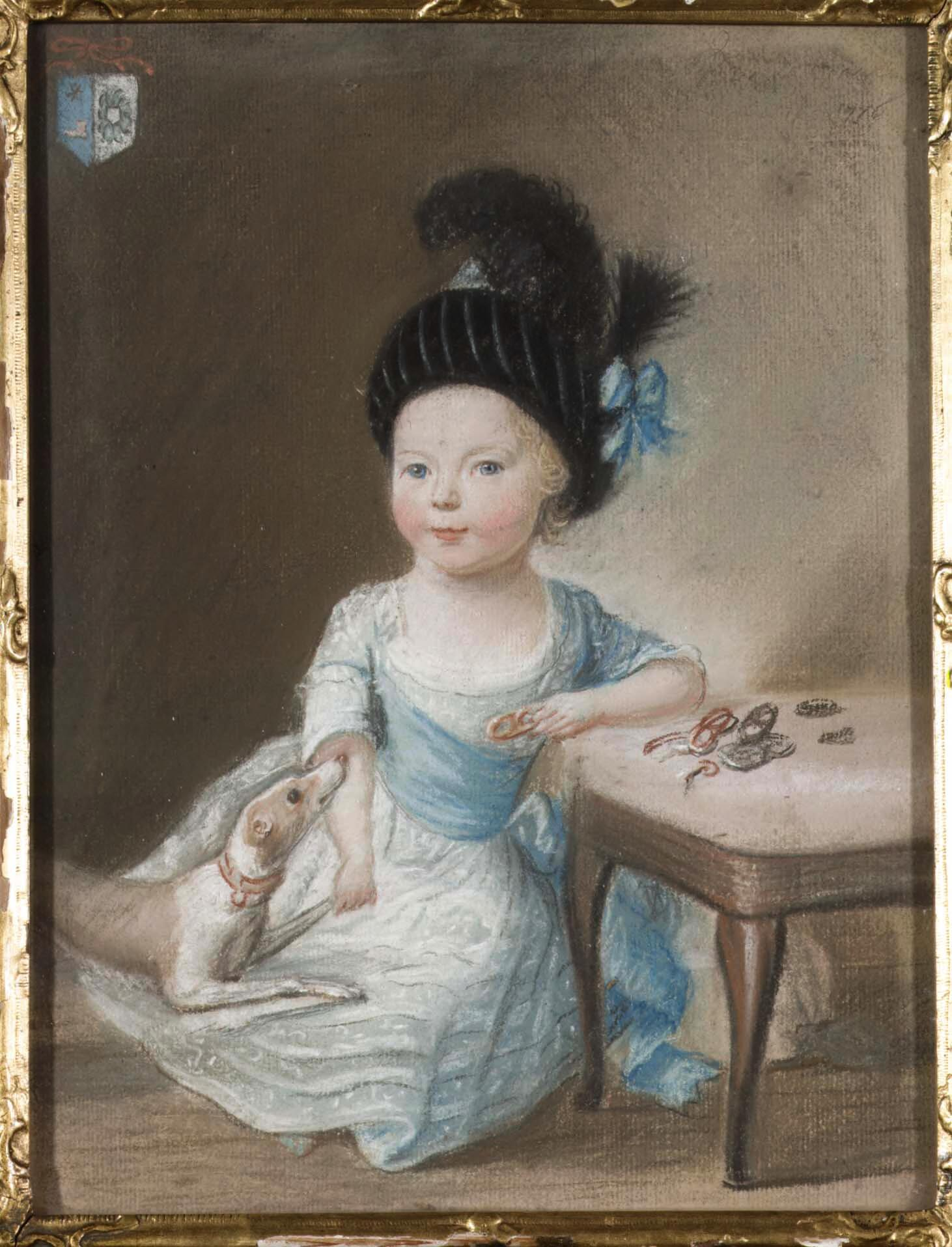
Портрет Крістіана Хендріка Якуба Пелата ван Булдерена в протиударній шапочці, П'єр Фредерік де ла Круа
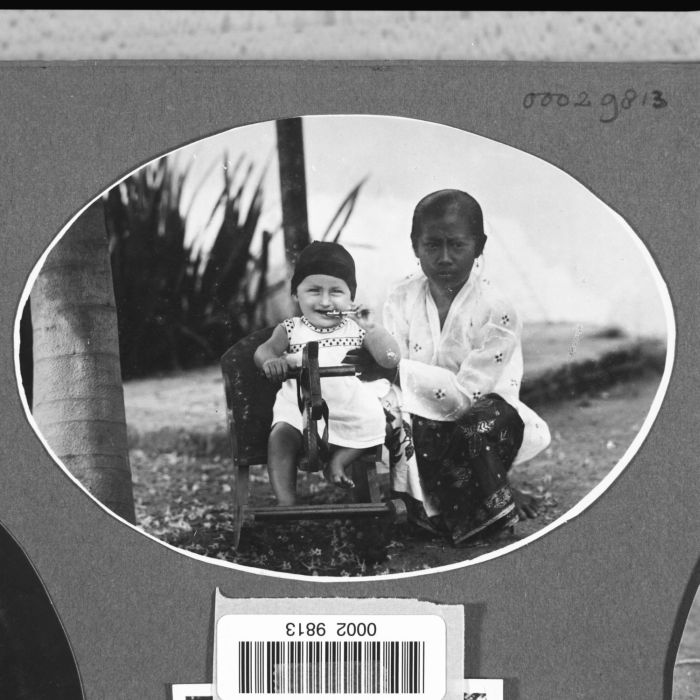
Дитина в шапочці для падіння в Індонезії, 1920-1940
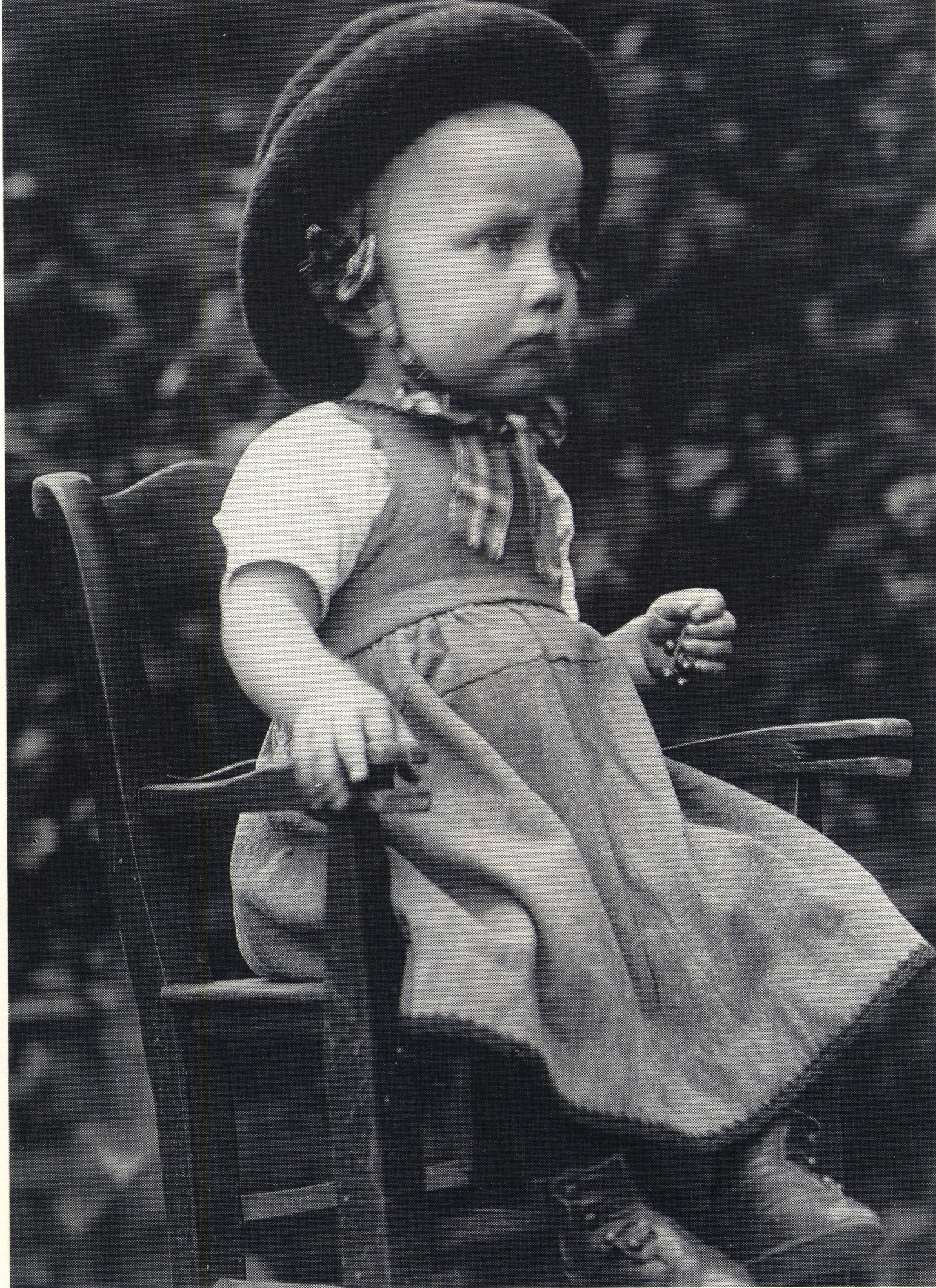
Дитина в протиударному капелюсі близько 1900 рр.